# Опс (міфологія)
Опс, О́па (лат. Ops) — давньоіталійська богиня засівів та родючості, дружина Сатурна, ототожнювана з Реєю. 
Святиня О. містилася на Капітолії, де на її честь 19 грудня влаштовувались урочистості - Опалії.
Разом з римським аграрним богом Консом О. вважали покровителькою шлюбу й виховання дітей.